# Лазар Бранкович
Вижте пояснителната страница за други личности с името Лазар Бранкович.
Лазар Бранкович (на сръбски: Лазар Вуковић Бранковић) е най-малкият син на Вук Бранкович и Мара Лазаревич, внук по майчина линия на Лазар Хребелянович.

## Биография
Роден е през 1377 г. Когато през 1396 г. султан Баязид I прогонва баща му от управляваната от него област, гледайки на него като на неблагонадежден васал, и предава владенията му на Стефан Лазаревич, двадесетинагодишният Лазар Бранкович заедно с майка си и двамата си по-големи братя Григор Бранкович и Георги Бранкович се преместват в единствените останали им наследствени бащини земи около Вучитрън и Трепча. Скоро обаче успяват да вземат оставените от баща им пари в Дубровник и с тях си възстановяват голяма част от териториите, за което спомага и фактът, че се задължават да изпълняват васални задължения спрямо султана. Докато двамата му братя воюват на страна на османците, Лазар поема управлението на земите.
В конфликта за Косовското и Моравското наследство, избухнал между вуйчовците му Стефан Лазаревич и Вук Лазаревич, Лазар Бранкович взема страната на Вук. По същото време се води и борба за османския престол между синовете на Баязид I Муса Челеби и Сюлейман. Всичките Лазаревич както и Лазар Бранкович воюват на страната на Муса в конфликта, но преди решителната битка при Космидион на 15 юни 1410 г., Вук Лазаревич, разбирайки двуличието на Муса, тайно сключва споразумение със Сюлейман и избягва заедно с Лазар Бранкович в лагера му. Победител в битката се оказва Сюлейман, който изпраща Вук и Лазар Бранкович за Сърбия да завладеят властта в отсъствието на Стефан Лазаревич, който остава верен на победения Муса. По пътя натам обаче те са заловени от хората на Муса близо до Пловдив и Вук Лазаревич е обезглавен на 4 юли 1410 г., а Лазар Бранкович е оставен жив с условие да убеди брат си Георги Бранкович (който подкрепя Сюлейман) да премине на страната на Муса. Лазар предава нареждането на брат си, но след като Георги Бранкович отказва, на 11 юли 1410 г. Лазар Бранкович също е убит.